# Reveal
Pour les articles homonymes, voir James Lauritz Reveal.
Albums de R.E.M.
Up
(1998) Around the Sun
(2004)
Reveal est le douzième album du groupe de rock américain R.E.M., paru en 2001.

## Détails
Après s'être remis du départ de leur batteur originel Bill Berry et avoir sorti Up en 1998, R.E.M. a retrouvé assez d'équilibre et une certaine confiance pour enregistrer un album qui combine les meilleurs moments de leur précédents albums depuis celui de 1991, Out of Time.
Le premier single, Imitation of Life, qui rappelle Losing My Religion, devient un nouveau succès au Royaume-Uni, ainsi que leur premier numéro un au Japon, mais stagne au bas des classements de singles américains. Les autres singles tirés de l'album sont All the Way to Reno (You're Gonna Be a Star) et I'll Take The Rain. Beat A Drum, Summer Turns To High et Beachball sont autant d'hommages musicaux aux Beach Boys et à Brian Wilson, dont Mike Mills et Peter Buck sont de grands fans. Peter Buck a d'ailleurs rédigé les notes de la réédition en CD de l'album des Beach Boys Love You.
Bien qu'il ait été annoncé comme un retour en forme, avec des comparaisons hâtives à Automatic for the People, Reveal sonne en fait plus comme un croisement entre les sons ensoleillés de Out of Time et l'electronica de Up.
R.E.M. a depuis été accusé d'avoir un peu trop forcé leur écriture sur Reveal pour recréer ce qui auparavant venait naturellement au sein du groupe.
Cependant, les critiques de Reveal furent plus chaleureuses que celles qui accueillirent Up en 1998, en particulier au Royaume-Uni où il atteint la tête des classements et se vend massivement. Aux États-Unis, Reveal atteint la 6e place (avec 10 semaines de présence dans le Billboard 200) et devient disque d'or, mais reste en dessous des niveaux de vente attendus. En mars 2007, Reveal s'est vendu à 415 000 exemplaires aux États-Unis.
« Qu'un groupe qui a été actif depuis si longtemps comme R.E.M. produise encore leur meilleur travail, c'est vraiment peu courant » a déclaré Bono de U2 en 2003. « Je pense que Reveal est un des meilleurs albums qu'ils aient jamais fait : belles mélodies, merveilleux chant, et une écriture vraiment aboutie ».
En 2002, R.E.M. a autorisé le remixage de chaque titre de l'album par différents producteurs et personnes de l'industrie musicale. L'album en résultant, r.e.m.IX, est disponible en téléchargement gratuit sur le site officiel du groupe.

## Réédition
En 2005, Warner Bros. Records sortit une version double disque de l'album, incluant un CD et un DVD audio contenant un remix de l'album en Dolby Surround 5.1, réalisé par Elliot Scheiner, et le livret original du CD agrémenté de nouvelles notes. Le CD n'est pas remasterisé, comme le reste de cette série chez Warner.

## Liste des titres
Tous les titres sont de Peter Buck, Mike Mills et Michael Stipe.
1. The Lifting – 4:39
2. I've Been High – 3:25
3. All the Way to Reno (You're Gonna Be a Star) – 4:43
4. She Just Wants to Be– 5:22
5. Disappear – 4:11
6. Saturn Return – 4:55
7. Beat a Drum – 4:21
8. Imitation of Life– 3:57
9. Summer Turns to High – 3:31
10. Chorus and the Ring – 4:31
11. I'll Take the Rain – 5:51
12. Beachball– 4:14

## Revealversion 1.0
La première version de Reveal de février 2001, diffère de la version de mars qui a été utilisée pour l'album. Les différences sont les suivantes sur Reveal Version 1.0 comme on l'a surnommé :
- Deux titres n'ont pas été retenus pour la version définitive : Fascinating et Free Form Jazz Jam.
- Une version alternative de Beat a Drum intitulée All I Want.
- Une version plus longue de Imitation of Life.
- Une version de All the Way to Reno (You're Gonna Be a Star) avec une fin différente et simplement intitulée Reno.
- Des différences notables de mixage ou d'instrumentation sur I've Been High et She Just Wants to Be.

Aucun de ces morceaux n'est paru officiellement mais le groupe a autorisé le site Murmurs.com à proposer le téléchargement de Fascinating aux membres de sa communauté.

## Classements

### Album
| Année | Classement        | Position               |
| ----- | ----------------- | ---------------------- |
| 2001  | The Billboard 200 | 6 (classé 10 semaines) |
| 2001  | UK album chart    | 1 (classé 15 semaines) |